# دنیله کارولی
دنیله کارولی (ایتالیایی: Daniele Caroli؛ زادهٔ ۱۰ ژانویهٔ ۱۹۵۹) دوچرخه‌سوار اهل ایتالیا است.